# 特里格拉夫足球俱樂部
特里格拉夫足球俱樂部（NK Triglav Kranj）是斯洛文尼亞的一家足球俱樂部。主場位於克拉尼。球隊參加斯洛文尼亞足球超級聯賽的賽事。